# Edgar Martins (fotógrafo)
Edgar Martins (Évora, 1977) é um fotógrafo e autor português que vive e trabalha no Reino Unido.

## Vida
Nasceu em 1977 em Évora, mas cresceu em Macau na China. Ele mudou-se para o Reino Unido em 1996, onde concluiu um mestrado em Fotografia e Belas Artes no Royal College of Art.